# Songs of Leonard Cohen
| Recensione                        | Giudizio        |
| --------------------------------- | --------------- |
| AllMusic                          | [ 4 ]           |
| The New Rolling Stone Album Guide | [ 5 ]           |
| Pitchfork                         | [ 6 ]           |
| Sputnikmusic                      | 4.0 (Excellent) |
| Piero Scaruffi                    | [ 8 ]           |
| OndaRock                          | Pietra miliare  |
| Dizionario del Pop-Rock           | [ 10 ]          |
| 24.000 dischi                     | [ 11 ]          |
| Music Box Magazine                | [ 12 ]          |

Songs of Leonard Cohen è il primo album discografico di Leonard Cohen, pubblicato nel 1967. Ritenuto una pietra miliare della musica, rese noto Cohen anche come musicista dopo che era esordito come scrittore con alcune raccolte di poesie come Flowers for Hitler.

## Descrizione
Venne pubblicato negli USA il 27 dicembre del 1967 e inizialmente non ebbe una grande mentre in accoglienza ma riscontrò invece un non trascurabile successo in Europa, soprattutto in Gran Bretagna, dove rimase per un anno e mezzo nelle classifiche degli album più venduti. Divenne col tempo un long seller, ovvero di album che si continua a vendere nel tempo, venendo ampiamente rivalutato nel corso degli anni.
Testi, musiche e arrangiamenti sono tutti opera di Cohen. Nel 1989 è uscita la versione in CD.
Cohen si era trasferito a New York proprio durante il folk revival; qui conobbe Judy Collins che lo fece esordire al Festival di Newport dove venne notato dal discografico John Hammond che gli propose un contratto per un album.

## Influenza culturale
Le canzoni contenute nell'album hanno influenzato le generazioni di cantautori successive che ne hanno realizzato cover come ad esempio Joan Baez o Judy Collins o, in Italia, Fabrizio De André, che fece una cover di Suzanne nel 1972.
La copertina riproduce una foto di Cohen mentre sul retro c'è un'immagine trovata da Cohen in un negozio di articoli religiosi nel 1965 raffigurante una donna che si libera dalle catene fra le fiamme descritta da Cohen come "il trionfo dello spirito sulla materia. Lo spirito è quella bellissima donna che evade dalle catene, dal fuoco e dalla prigione".
Il brano Suzanne, il cui testo era già stato pubblicato come una poesia nel 1966, fu inserito al 41º posto delle migliori 200 canzoni degli anni sessanta da Pitchfork e fu utilizzata (assieme a So Long Marianne e Hey, That's No Way to Say Goodbye) come colonna sonora del film Fata Morgana, di Werner Herzog nel 1971. Un altro brano dell'album, So Long, Marianne, si trova invece alla posizione 190. AltrI tre brani tratti dall'album (The Stranger Song, Sisters of Mercy e Winter Lady) furono utilizzati come colonna sonora del film di Robert Altman I compari (1971).

## Tracce
Lato A
Testi e musiche di Leonard Cohen.
1. Suzanne – 3:47
2. Master Song – 5:58
3. Winter Lady – 2:14
4. The Stranger Song – 5:05
5. Sisters of Mercy – 3:30

Lato B
Testi e musiche di Leonard Cohen.
1. So Long, Marianne – 5:37
2. Hey, That's No Way to Say Goodbye – 3:05
3. Stories of the Street – 4:35
4. Teachers – 2:58
5. One of Us Cannot Be Wrong – 4:25

Edizione CD del 2007, pubblicato dalla Columbia/Legacy Records (88697 04742 2)
Testi e musiche di Leonard Cohen.
1. Suzanne – 3:50
2. Master Song – 5:58
3. Winter Lady – 2:17
4. The Stranger Song – 5:07
5. Sisters of Mercy – 3:36
6. So Long, Marianne – 5:40
7. Hey, That's No Way to Say Goodbye – 2:57
8. Stories of the Street – 4:37
9. Teachers – 3:02
10. One of Us Cannot Be Wrong – 4:29
11. Store Room – 5:06 – Bonus Track
12. Blessed Is the Memory – 3:03 – Bonus Track

## Musicisti
- Leonard Cohen - voce solista, chitarra acustica
- John Simon - conduttore musicale, produttore
- David Lindley - strumenti vari (non accreditato) (brani: Winter Lady / The Stranger Song / Sisters of Mercy / So Long, Marianne / Teachers)
- Chris Darrow - strumenti vari (non accreditato) (non accreditato) (brani: Winter Lady / The Stranger Song / Sisters of Mercy / So Long, Marianne / Teachers)
- Willy Ruff - basso (non accreditato)
- Solomon Feldthouse - strumenti vari (non accreditato) (non accreditato) (brani: Winter Lady / The Stranger Song / Sisters of Mercy / So Long, Marianne / Teachers)
- Chester Crill - strumenti vari (non accreditato) (non accreditato) (brani: Winter Lady / The Stranger Song / Sisters of Mercy / So Long, Marianne / Teachers)
- Jimmy Lovelace - batteria (non accreditato)
- Nancy Priddy - accompagnamento vocale femminile (non accreditata) (brani: Suzanne / So Long, Marianne / Hey, That's No Way to Say Goodbye)[23][24]

## Classifica
Album
| Anno | Classifica            | Posizione raggiunta |
| ---- | --------------------- | ------------------- |
| 1969 | Dutch Charts          | 12                  |
| 1968 | Official Albums Chart | 13                  |
| 1968 | Billboard 200         | 83                  |
| 1969 | italiancharts.com     | 91                  |